# المضية (القفر)

تعديل مصدري - تعديل

المضية محلة تابعة لقرية زرة، التابعة لعزلة بني سيف السافل بمديرية القفر إحدى مديريات محافظة إب في الجمهورية اليمنية، بلغ تعداد سكانها 139 حسب تعداد اليمن لعام 2004.